# Естадио Мунисипал Балаидос
Естадио Мунисипал Балаидос (на испански: Estadio Municipal de Balaídos; на галисийски: balaˈiðos) е футболен стадион във Виго, Испания. Това е клубният стадион на Селта Виго, на него играе част от срещите си и испанския национален отбор.
През септември 1924 г. група от местни бизнесмени предприема първите стъпки към изграждането на стадиона чрез закупуване на 75000 m², на които да бъде изградено съоръжението. Две години по-късно тези бизнесмени създават компанията „Stadium de Balaídos, S.A.“, която извършва същинската работа по изграждането на новия стадион.
Естадио Балаидос е открит на 30 декември 1928 г. с мач между Селта и Реал Унион, завършил с разгромна победа от 7:0 в полза на домакините.
Обновен е през 1982 г. за домакинството на Световното първенство по футбол през 1982.
Домакин на три срещи от Група 1 на Световното първенство по футбол през 1982 г.
- 14 юни 1982  Италия –  Полша 0:0
- 18 юни 1982  Италия –  Перу 1:1
- 23 юни 1982  Италия –  Камерун 1:1

През сезон 2002 – 03 за първи път в своята история Селта се класира за турнира на Шампионската лига. Тъй като стадиона не покрива новите изисквания на УЕФА, клубът първоначално заявява за своите домакински срещи стадион Ещадио до Драгао в Порто. Общината във Виго обаче взима мерки и финансира необходимите подобрения за да бъде възможно провеждането на срещи от въпросния турнир. Оттогава стадиона носи името Естадио Мунисипал Балаидос.